# Odense Å
Odense Å er omkring 54 kilometer lang og løber gennem Odense. Åen er Fyns længste vandløb med en bredde på normalt 30-50 meter og udgør Østerbros sydlige grænse. Den har sit udspring i Arreskov Sø nordøst for Faaborg, og munder ud i Odense Fjord. Undervejs løber Sallinge Å og Lindved Å ud i den.

## Mølledrift
I 1100-tallet gik Skt. Knuds Kloster helt ned til åen, hvor klosterets mølle, Munke Mølle, lå. Den havde tre store møllehjul, som drejede, når sluseportene blev hævet, så vandet strømmede ud. Overfor møllen havde H.C. Andersens mor sin vaskeplads, hvor hun fik sit helbred ødelagt ved at vaske tøj for folk. Det skete ved at stå til knæs i åen, lægge tøjet ud på en stor sten - kaldt et "tobræt"  - og banke det med et banketræ. Sæbevandet stod i en balje på åens bred. H.C. Andersen fortæller i selvbiografien Mit Livs Eventyr, at han hørte af en gammel kone, at kejserriget Kina lå lige under Odense Å. I sit eventyr Klokkedybet gengiver han, hvad hans mormor skulle have fortalt ham om Odense Å og overfaldet på Knud den Hellige inde i kirken. 
I 1906 opkøbte Odense Kommune den nedlagte mølle, og fyldte den gamle bag-å i med jord. På grunden fik kommunen byens første elektricitetsværk opført. Filosofgangen, der tidligere havde været en idyllisk sti langs åen, blev efter 1908 anlagt som vej på en del af bag-åen. Ved ændringen af åens løb forsvandt vaskepladserne langs bredderne. I dag er der ud for Påskestræde anlagt en vaskeplads, som man mener, de så ud på H.C. Andersens tid; men det var ikke her, hans mor havde sin. 

## "Sejle op ad åen"
Siden 1882 har der med få års afbrydelse været fast rutesejlads på åen - først med damp- og senere med motorbåde mellem Munke Mose og anløbsstedet ved Sorgenfribroen.  Visen Sejle op ad åen af Laurits Stephan, med melodi af Emilius Carl Wilhelmi, handler om Odense Å og stammer fra sommerrevyen Fra Flakhaven til Fruens Bøge i 1895.  Oprindeligt havde visen dog flere vers og en anden tekst end den, vi synger i dag. 

## Sejlads
Det er tilladt at sejle med robåde, kano og kajakker på Odense Å, men med flg. restriktioner:
- Fra 1. november til 1. april er det tilladt at sejle fra Nr. Broby til udløbet ved Seden strand.
- Fra 1. april til 1. juni er det kun tilladt at sejle fra Eriks Bøghs Sti (i Fruens Bøge) og til udløbet.
- Fra 1. juni til 1. november der det tilladt at sejle fra Bellingebroen (Brogårdsvej).

## Odense Å Sti
I 1976 besluttede Odense Kommune, som led i en større plan for anlæggelse af cykelstier i kommunen, blandt andet at anlægge en kombineret gang- og cykelsti mellem Bellinge og Seden langs Odense Å, kaldet Odense Å Sti eller i daglig tale Åstien. I et forslag til kommuneplan fra 1985, beskrives stien som anlagt,  men dele af stien er dog meget ældre.

## Restemarken
Langs Odense Å finder man en mark beliggende mellem Lungs Grave og Åsumvej, som lokalt kaldes 'Restemarken'. Den har fået sit navn blandt de lokale af den grund, at der her ofte går en blanding af forskellige kvægracer, i modsætning til andre marker langs Odense Å, der typisk blot har en race per mark.[kilde mangler]